# Poroci Miamija
Poroci Miamija (eng. Miami Vice) američka je televizijska serija iz 1980-ih, koju je režirao Michael Mann za televizijsku postaju NBC. Serija je postala popularna i prepoznatljiva tek kada su za radnju korištena glazba i glazbeni efekti u pozadini te vizualni efekti. Glavni su likovi dva policijska detektiva iz Miamija, James "Sonny" Crockett (Don Johnson) i Ricardo "Rico" Tubbs (Philip Michael Thomas), koji rade u Odjelu za poroke. Snimljeno je pet sezona serije, u razdoblju od 1984. do 1989. godine. "Poroci Miamija" su jedna od prvih serija koja se emitirala u stereo zvuku. Smatra se jednom od najutjecajnijih serija svih vremena.

## Nastanak
Glavni šef NBC-jeve produkcije Brandon Tartikoff došao je na ideju i napisao je na komadić papira pod nazivom "MTV policajci" te je kasnije prezentirao budućem glavnom autoru serije Anthonyju Yerkovichu, koji je tada radio na seriji "Hill Street Blues". Yerkovich je došao na ideju da snimi film o paru policajaca iz Miamija. No, umjesto filma snimljena je serija. Miami mu je pao na pamet zbog toga što je cijeli grad tijekom 1970-ih i 1980-ih ubirao poreze od kokaina, oko 3/4 banaka poslovalo je "prljavim novcem" te su se događali sukobi Kubanaca i Amerikanaca. Yerkovich je napisao scenarij za dvosatnu pilot-epizodu pod nazivom "Zlatna obala", što je kasnije preimenovao u "Poroke Miamija", jer se radi o policajcima iz Odjela za poroke.

## Sadržaj prve epizode
James 'Sonny' Crockett je policijski istražitelj koji radi u odjelu za poroke s partnerom Eddijem Riverom. Prilikom jednog tajnog zadatka Eddija zajedno s dilerom ubije auto-bomba, dok Crockett pukom slučajnošću (išao je po vagu za kokain u dugi auto) izvuče.
Crockett je tada u postupku razvoda sa suprugom Caroline jer ona više ne može izdržati stres i rizik Sonnyjevog posla koji utječe i na njega. U gradu se priča o kupcu Teddyju Prentissu (Ricardo Tubbs) iz New Yorka koji je spreman platiti veliku svotu za čisti kokain samo ako će se sastati s kolumbijskim narko bossom Calderoneom. Kasnije nakon sastanka s posrednikom Scottom Whellerom (tajnm agentom i bivšim Crockettovim kolegom) pristaje na kupnju bez Calderonea. Crockett sa svojim doušnikom Leonom Jeffersonom se uspijeva ubaciti na sastanak kao još jedan kupac. Zbog prerane akcije policije, Prentiss (Tubbs) bježi s Crockettovim brodom, no Crockett ga uspije uhvatiti te sazna da to nije kriminalac, nego policajac iz New Yorka. Još dodatno pobijesni kada od poručnika Loua Rodrigueza sazna da su svi znali za to, osim njega. Lou im predlaže da pokušaju raditi zajedno, no Crockett nevoljko pristaje. Sljedeće jutro se potuku na Crockettovom brodu te Tubbsa poprilično iznenadi da Crockett drži aligatora na brodu! Crockett odlazi u sudnicu zbog jučerašnjeg uhićenja Leona dok Tubbs ima 'zadatak'- nahraniti aligatora. U sudnici Leon biva pušten, no uspaničeno napušta sudnicu nakon presude. Tubbs ga prati do plaže gdje ubrzo dolazi Crockett no Leon je već mrtav (vidimo samo da je ubojica žena, kasnije se ispostavlja da je to bio Desoto). Na plaži Crockett kaže Tubbsu: 'Mislim da bismo trebali razmotriti odluku našeg privremenog radnog odnosa.', odnosa koji će trajati sljedećih 5 sezona serije.
Pretraživajući Leonov stan, nailaze na broj Calderoneove desne ruke, Trinija Desota, te ugovaraju s njim posao. Crockettova kolegica, Gina nalazi u podacima da je policajac Rafael Tubbs mrtav već 6 mjeseci. Crockett na brodu raščišćava situaciju i saznaje da je Ricardo Tubbs Rafaelov brat koji je ubijen u New Yorku od Calderonea. Za vrijeme Crockettovog planiranja akcije u policijskoj stanici, Tubbs koji nije u policijskoj stanici s Crockettom dobiva poziv od Desota da se nađe nasamo s njim.Tubbs zove Crocketta i kaže mu da će se sastati s Desotoom nasamo, baz njega. U međuvremenu, Crockett saznaje da njegov bivši kolega Scott Wheler također na popisu dilera te shvaća da Wheller odaje informacije. Tubbs se nalazi s Desotoom (koji je prerušen u ženu). Desoto ga pokuša ubiti, no Crockett pravovremeno reagira i ubije Desotoa. Crockett odlazi do Scottove kuće, poludi i traži od njega da mu kaže gdje je Calderone. Wheller mu kaže da očekuje pošiljku u luci. Crockett i Tubbs zajedno odlaze u luku te nakon borbe pronađu i uhite Calderonea no, 2 sata kasnije biva pušten uz jamčevinu od 2 milijuna dolara i pobjegne im avionom. Na kraju Crockett upita Tubbsa: 'Jesi li razmišljao o karijeri u južnjačkim snagama?' Tubbs: (uz smijeh) 'Možda...možda...'

## Odabir uloga
Nicku Nolteu i Jeffu Bridgesu je prvotno bila ponuđena uloga Sonnyja Crocketta, no odbili su je jer tada filmskim glumcima nije bilo isplativo otići s filma na televiziju. Nakon 2 puta odgođenog pilota i kandidata, izabrani su Don Johnson i Philip Michael Thomas. Producenti nisu imali baš previše razumijevanja za tada 35-godišnjeg Johnsona zbog par prethodnih neuspješnih pilota. Nakon dvije sezone, Johnson je bio spreman otići te je već uloga bila ponuđena Marku Harmonu, ali se ipak predomislio i ostao do samoga kraja. To mu se i isplatilo, jer 1986. godine dobiva Zlatni globus za najbolju mušku ulogu u televizijskim serijama.

## Glazba
Glazba je igrala veoma važnu ulogu u serijalu po čemu je ta serija i poznata. Glavna tema serije je instrumentalna synthpop glazba (tada veoma popularna) Jana Hammera, koja je nagrađena Grammyjem 1986. godine, dvaput nominirana za Emmy, 1985. i 1986. te je vladala top listom u SAD-u. Osim toga, u seriji se pojavljivala glazba sastava i pjevača "novog vala", kao što su: Phil Collins, Depeche Mode, U2, Tina Turner, ZZ Top i drugi. Za korištenje pjesama u serijalu producenti su znali plaćati i po 10.000$. Godine 1987. izlazi još jedan hit Jana Hammera, synthopop instrumental Crockett's theme, koji je postao broj 1 u Europi iste godine.

## Likovi
James „ Sonny “ Crockett (Don Johnson) je bivša studentska nogometna zvijezda, no zadobio je ozljede zbog koje je rano okončao sportsku karijeru. Odslužio je dvije ture u Vijetnamu - ili kako ga on naziva, 'Jugoistočnoj azijskoj konferenciji'. 1974. godine pridružuje se policijskom Metro-Dade odjelu u Miamiju, a kasnije postaje tajni istražitelj u Odjelu za poroke. Posjeduje Ferrari Daytona Spyder (kasnije Ferrari Testarossu), moćni gliser "Scarab" i jedrilicu na kojoj živi sa svojim ljubimcom aligatorom Elvisom. Rastavljen je od bivše supruge Caroline i ima sinčića Billyja.
Ricardo 'Rico' Tubbs (Michael Philip Thomas) - Tijekom istrage kolumbijskog dilera Estebana Calderobnea u eksploziji automobilske bombe pogiba Sonnyjev partner. Tu na scenu nastupa njujorški policijski agent Tubbs, koji želi osvetiti ubojstvo brata. Crockett i Tubbs uspijevaju uhititi Caleronea, no on plaća jamčevinu od dva milijuna dolara i bježi. Na kraju Crockett nagovara Tubbsa da se preseli u Miami i pridruži mu se u potrazi za narkobossom. On se pridružuje odjelu i postaje Crockett stalni partner.
Poručnik Martin Castillo (Edward James Olmos)- voditelj u Odjela za poroke. Vrlo je šutljiv čovjek i živi povučeno izvan posla. Tijekom Vijetnamskog rata bio je DEA-in agent u Zlatnom trokutu jugoistočne Azije i oštro se protivio CIA-noj trgovini heroinom za financiranje rata.
Gina Calabrese (Saundra Santiago) - neustrašiva istražiteljica u Odjelu za poroke i Trudyna partnerica. Nakon Crockettovog razvoda, imala je kratku romansu s njim, a nakon prekida, ostali su dobri prijatelji.
Trudy Joplin (Olivia Brown) - istražiteljica u Odjelu za poroke i Ginina partnerica. Iako izvana djeluje čvrsto, često se zbog prirode posla osjeća loše iznutra.
Stanley "Stan" Switek (Michael Talbott) -istražitelj i suradnik Sonnyja i Rica. Veliki je obožavatelj Elvisa Presleyja.
Larry Zito (John Diehl) - Stanov partner i istražitelj u Odjelu za poroke. Često provodi vrijeme sa Stanom zbog toga što su često zaduženi za zašttitu svjedoka i uvijek služe kao pojačanje Gini i Trudy.

## Moda
Moda je igrala važnu ulogu u popularnosti serije. Svi koji su gledali ovaj serijal pamte Dona Johnsona kako je hodao u mokasinama na bosoj nozi, majicama i hlačama te sakoima u pastelnim bojama.
Producent Michael Mann želio je učiniti seriju različitom od konkurentskih serija drugih programa, prikazati policajce sa stilom, skupim autima i satovima, u čemu je i uspio. Odjeću su dizajnirali najskuplji kreatori i modne kuće kao što su: Giorgio Armani, Hugo Boss, Gianni Versace i dr. Sam Gianni Versace je rekao: 'Prvu osobu koju sam odjenuo u Miamiju bio je Don Johnson.'
Moda u seriji je ostavila dubok trag u modi 1980-ih, koja je još aktualna i danas. Također, Ray-Ban svoje, tada veoma nepopularne modele sunčanih naočala 'Wayfarer' promovira tijekom serijala i prodaje ih kasnije u više od 10 milijuna primjeraka.

## Automobili
U seriji su prikazivani brojni europski automobili, a veoma malo američkih. Sonny Crockett vozi crni Ferrari Daytona Spyder 365 GTS/4 (kopija) do kraja 1986. kada u jednoj od epizoda biva raznesen.
U međuvremenu je Enzo Ferrari optužio produkciju da prodaje lažne kopije Ferrarija. Ferrari je pristao povući tužbu ako se maknu kopije iz serijala. Sonny u jednoj od sljedećih epizoda dobiva novi bijeli Ferrari Testarossa, kojeg je vozio do kraja serijala, a koji je producentima darovao Enzo Ferrari.

## Vanjske poveznice
- Poroci Miamija u internetskoj bazi filmova IMDb-a